# Wilhelminapark en omgeving
Wilhelminapark en omgeving is een buurt in de wijk Oost in Utrecht, de hoofdstad van de Nederlandse provincie Utrecht. Voornaam element binnen deze buurt is het Wilhelminapark.

## Het Wilhelminapark

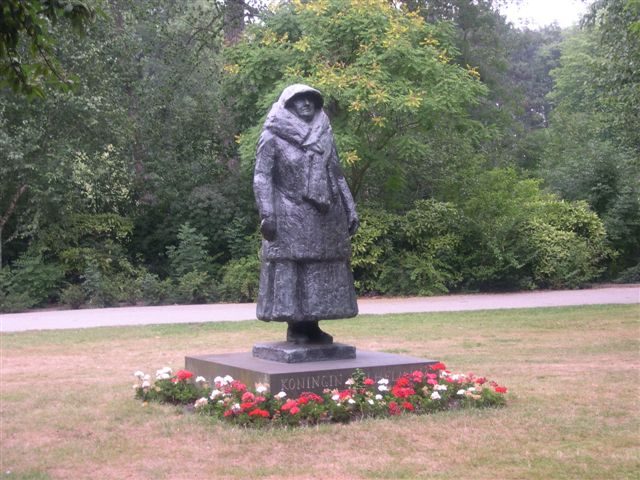
Standbeeld van koningin Wilhelmina in het Wilhelminapark

In 1898 werd in Utrecht, aan de oostkant van de stad, het Wilhelminapark geopend. Het park is uitgevoerd in de Engelse landschapsstijl. Het wordt doorsneden door een fietspad, dat druk gebruikt wordt door studenten die tussen de Uithof en de stad fietsen. Langs dit pad bevinden zich een standbeeld van koningin Wilhelmina en een restaurant met een rieten dak.

## Omgeving
Rondom het park liggen voorname villa’s en reeksen aaneengesloten herenhuizen binnen een gesloten stedelijk bouwblok van de periode rond 1900. Aan de zuidzijde van de Koningslaan is het ensemble herkenbaar van zeven hedendaagse villa’s, waarvan er twee zodanig verweven zijn dat het qua beeld één woning lijkt.
Na de aanschaf in 1888 van de buitenplaats Het Hoogeland door de gemeente Utrecht, werd in de jaren erna begonnen met de aanleg van het Hogelandsepark. Aan de oostzijde van het Wilhelminapark bouwde de gemeente rond 1900 op de moestuingronden (de Oudwijker Eng) van het vroegere kloostercomplex Oudwijk een wijk met aaneengesloten herenhuizen volgens een geometrisch stratenplan. Centrale as is hier de Stadhouderslaan. Voorbij de Stadhoudersbrug staat het gebouw van het Antoniusziekenhuis dat na de verhuizing naar Nieuwegein in 1983 zijn functie verloor. Een deel van het complex werd verbouwd tot woningen en de rest van het terrein werd ontwikkeld tot revalidatiecentrum "De Hoogstraat". Overige bijzondere delen binnen de buurt zijn onder meer het rosarium en begraafplaats Sint Barbara.

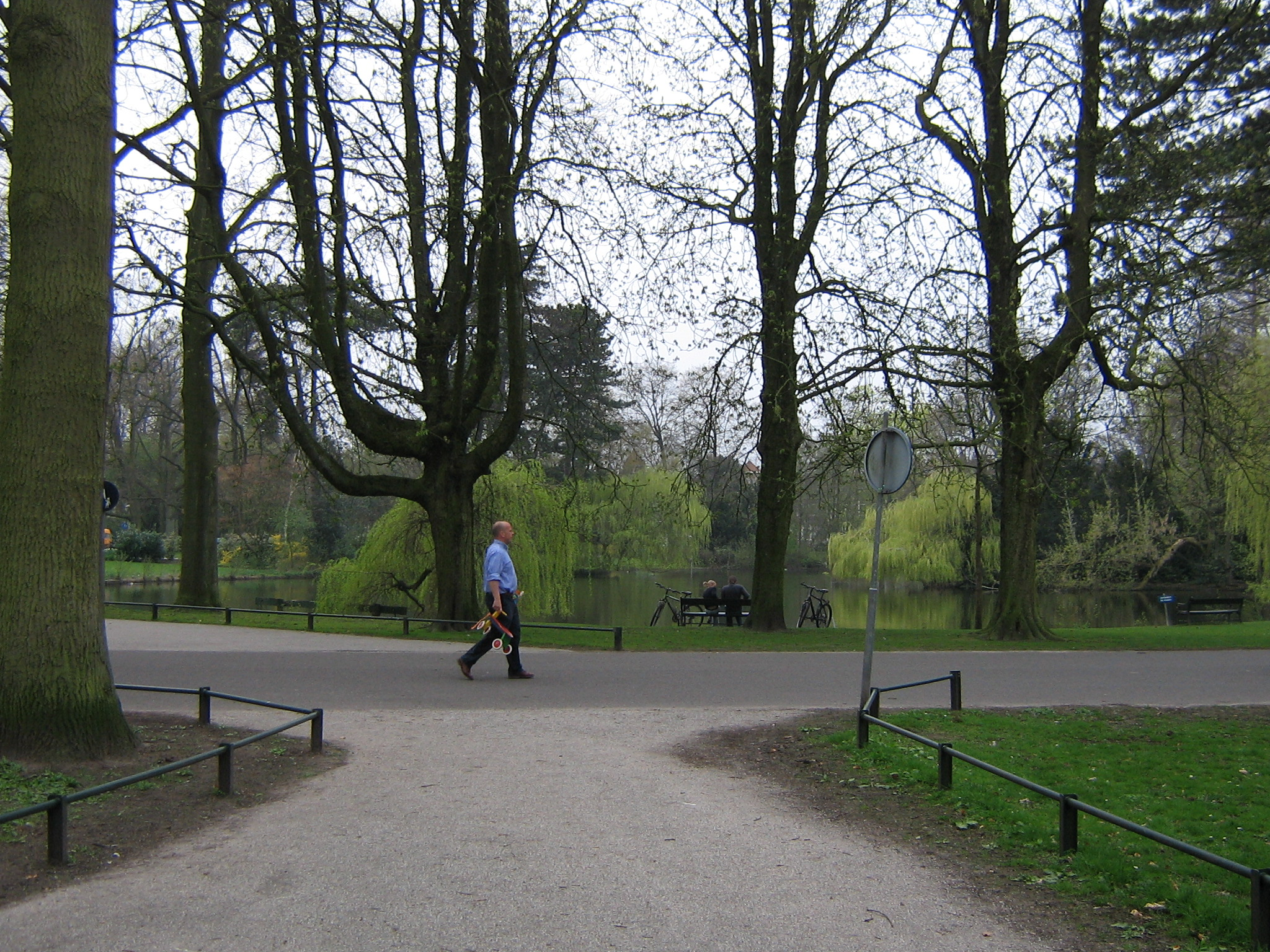
Wilhelminapark
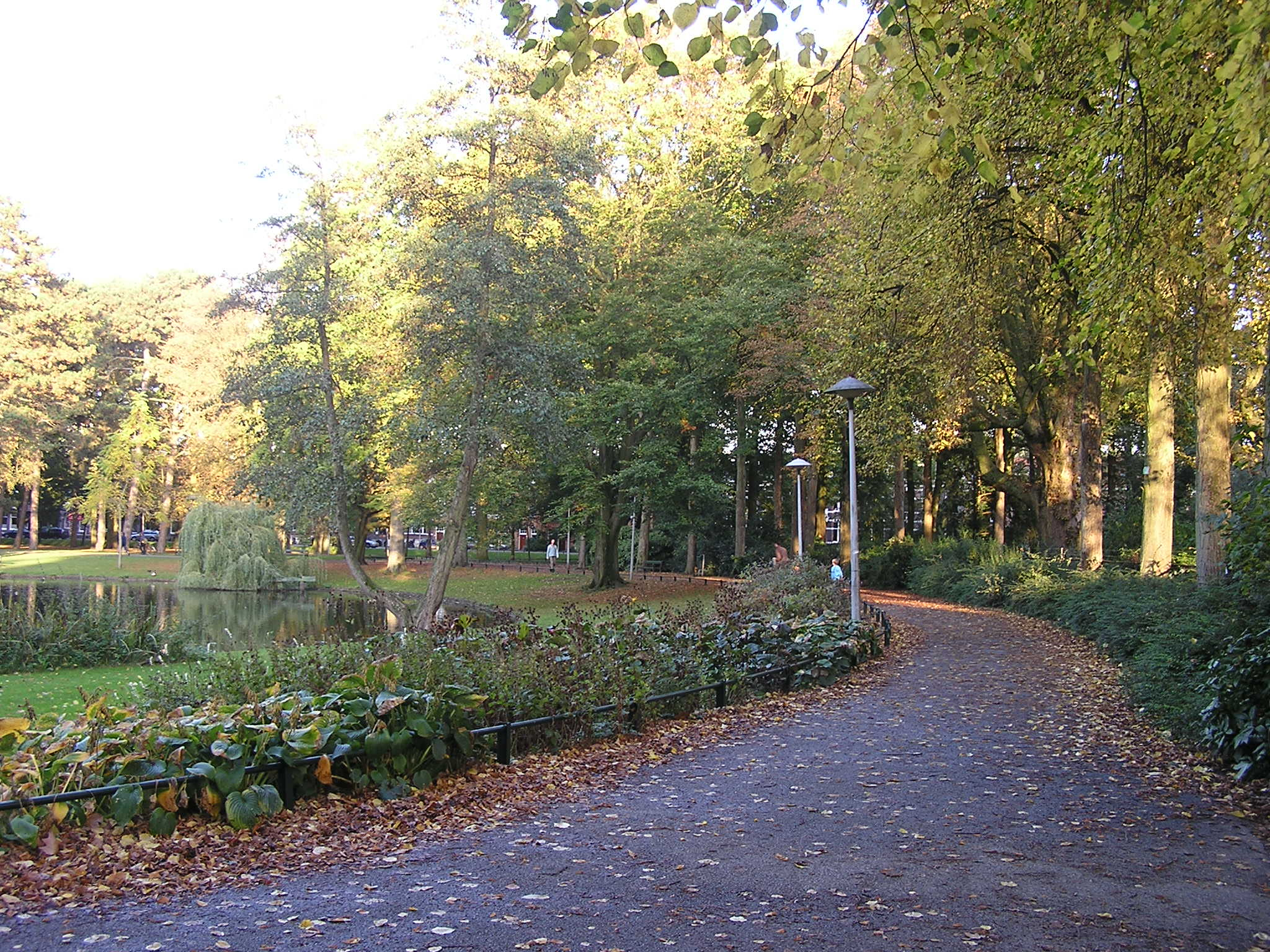
Wilhelminapark
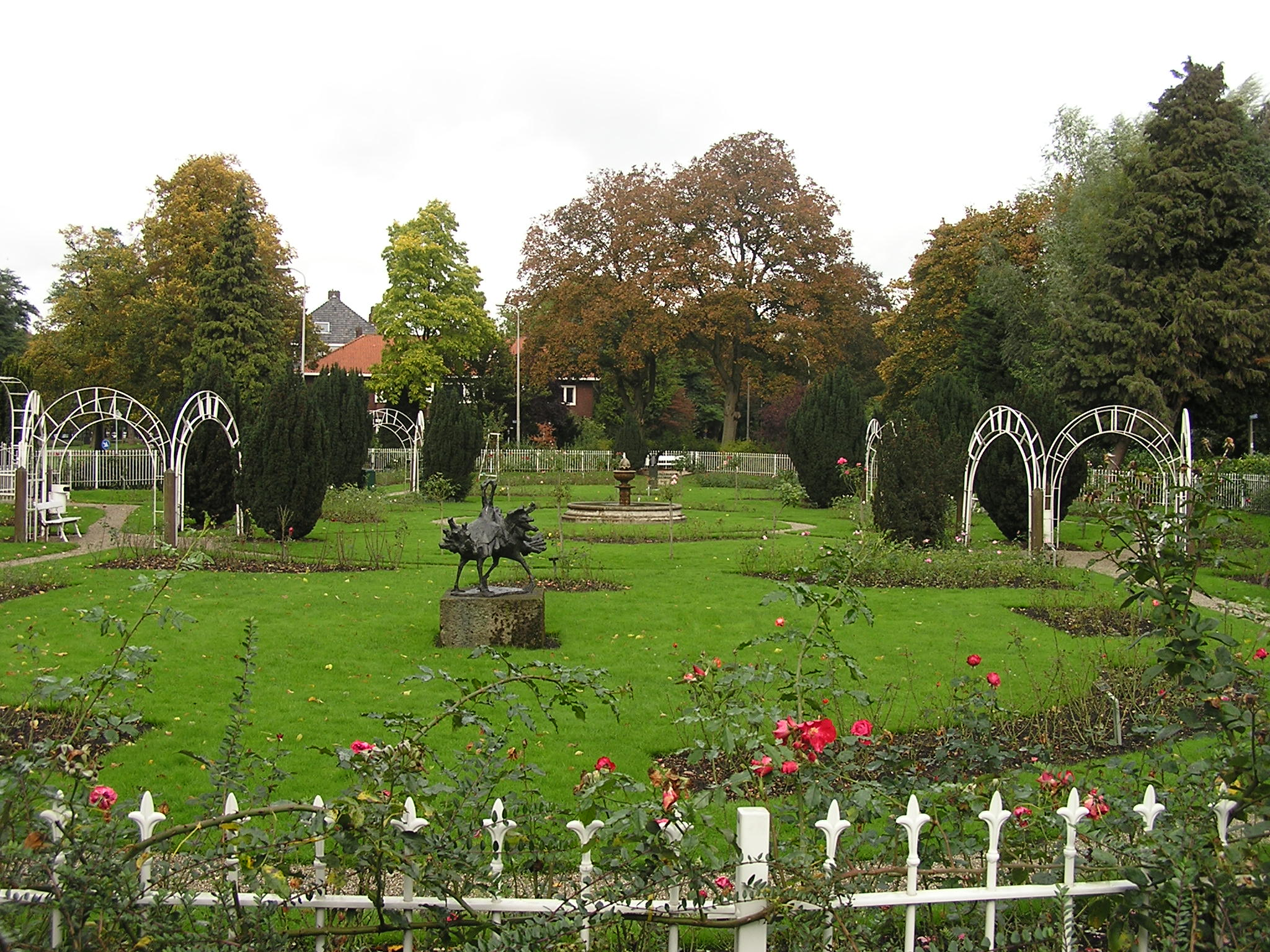
Rosarium
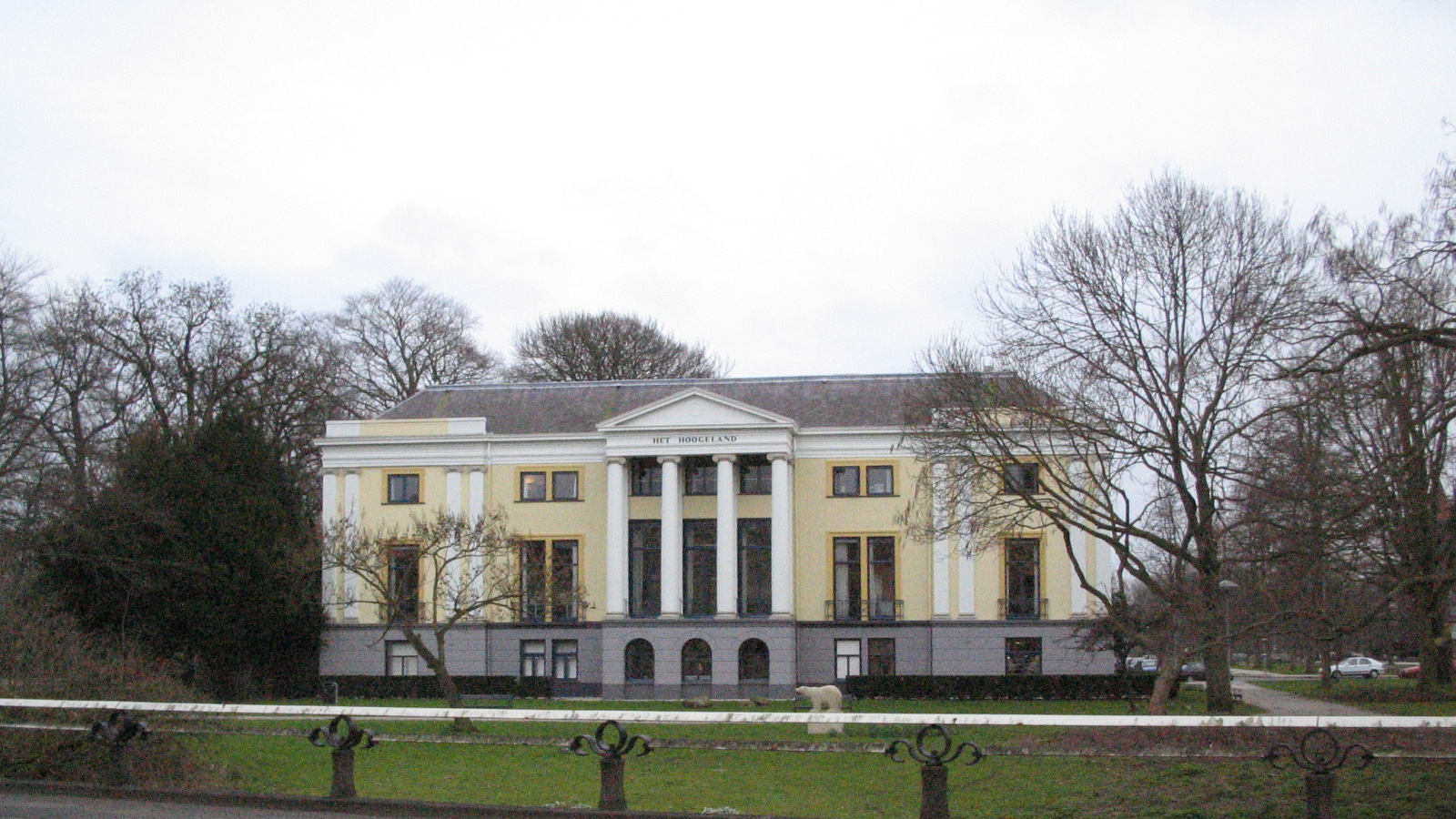
Het Hoogeland